# Joachim Voos
Joachim Voos (* 26. Dezember 1954; † 3. Oktober 1989 bei Sabora nahe Damaskus) war ein deutscher Vorderasiatischer Archäologe.
Joachim Voos studierte Orientarchäologie an der Universität Halle, wichtigster Lehrer war Burchard Brentjes. Die Promotion erfolgte 1986 an der Akademie der Wissenschaften der DDR mit einer Arbeit zum Thema Studien zur Rolle von Statuen und Reliefs im syrohethitischen Totenkult während der frühen Eisenzeit (ca. 10.–7. Jh. v.u.Z.). Eine praktische archäologische Ausbildung erhielt Voos bei der Akademiegrabung im bulgarischen Iatrus. Dort konnte er daneben auch die bulgarische Sprache erlernen. Weitere Studienreisen führten ihn nach Tunesien und in den Nordjemen, im Irak nahm er an weiteren Ausgrabungen teil und konnte dort seine arabischen Sprachkenntnisse weiter vertiefen. Nach seiner Promotion wurde er Mitarbeiter am Zentralinstitut für Alte Geschichte und Archäologie. Dort übernahm er die Organisation des schon lange geplanten Jugendlexikon Archäologie, das er in den nächsten zwei Jahren vorrangig mit Nachwuchswissenschaftlern verfasste. Es erlebte 1988 seine erste, 1990 seine zweite Auflage.
Seit 1988 leitete Voos die Ausgrabungen der Akademie in Tell Abu Hğaira in Nordostsyrien. Dort kamen ihm seine Sprachkenntnisse zugute: Arabisch im Kontakt mit den Einheimischen, denen er mit viel Kontaktfreude gegenübertrat, Bulgarisch mit Staudammbauern, bei denen die deutschen Archäologen untergebracht waren, und Englisch beim Kontakt mit internationalen Wissenschaftlern. Daneben engagierte er sich stark in der FDJ und der Betriebsgewerkschaftsleitung. Am 3. Oktober 1989 kam Voos gemeinsam mit der Architektin und Bauforscherin Marion Hinkel bei einem Autounfall in der Nähe von Damaskus ums Leben. Die geplante Drucklegung der Dissertationsschrift kam in den Wirren der Wende – anders als ein Kinderbuch über die Phönizier – nicht zustande.

## Schriften
- Herausgeber mit Joachim Herrmann: Jugendlexikon Archäologie, Bibliographisches Institut, Leipzig 1988, ISBN 3-323-00167-2 (Jugendlexikon) (2. Auflage 1990)
- Die Phöniker. Seefahrer aus dem Orient, Kinderbuchverlag Berlin, Berlin 1991, ISBN 3-358-01650-1 (Alte Kulturen am Mittelmeer)